# Eva Sindichakis

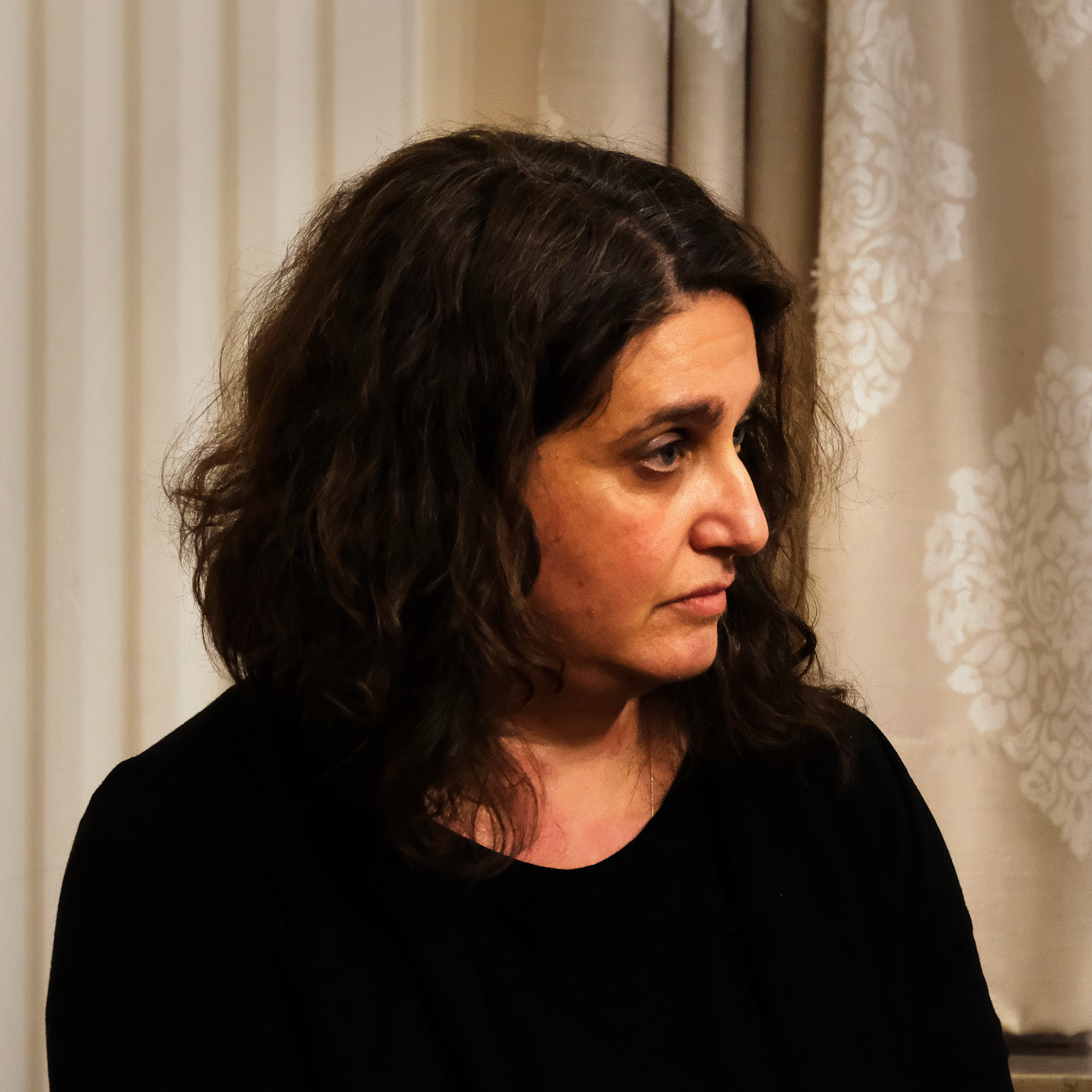
Eva Sindichakis, 2024

Eva Sindichakis (* 18. August 1975 in München) ist eine griechische Komponistin. In ihren Werken verbindet sie westliche traditionelle Kunstmusik mit griechischer Volksmusik und altgriechischen Musikelementen.

## Leben
Eva Sindichakis studierte zunächst Klavier- und Kammermusik am Richard-Strauss-Konservatorium. Nach ihrem Magister in Musikwissenschaft, Geschichte und Neogräzistik an der Ludwig-Maximilians-Universität studierte sie Komposition bei Wilfried Hiller sowie Musikjournalismus an der Musikhochschule München. 2006/2007 erhielt sie ein Stipendium des Freistaates Bayern für das Internationale Künstlerhaus Villa Concordia in Bamberg.
Sie komponierte Auftragswerke unter anderem für die Akademie der schönen Künste München, den Bayerischen Musikrat und die Stadt Offenburg. Werke für Viola wurden von Julia Rebekka Adler uraufgeführt.
2002 erfolgte eine Zusammenarbeit mit der Regisseurin und Autorin Natja Brunckhorst für den Film La Mer (2002).
Seit 2008 ist Sindichakis stellvertretende Vorsitzende des Bayerischen Komponistenverbandes.